# Município de Jackson (condado de Ashland, Ohio)
O município de Jackson (em inglês: Jackson Township) é um município localizado no condado de Ashland no estado estadounidense de Ohio. No ano de 2010 tinha uma população de 3.887 habitantes e uma densidade populacional de 47,55 pessoas por km².

## Geografia
O município de Jackson encontra-se localizado nas coordenadas 40° 56′ 45″ N, 82° 10′ 34″ O. Segundo a Departamento do Censo dos Estados Unidos, o município tem uma superfície total de 81.74 km², da qual 80,71 km² correspondem a terra firme e (1,25 %) 1,03 km² é água.

## Demografia
Segundo o censo de 2010, tinha 3.887 habitantes residindo no município de Jackson. A densidade populacional era de 47,55 hab./km². Dos 3.887 habitantes, o município de Jackson estava composto pelo 97,94 % brancos, o 0,33 % eram afroamericanos, o 0,15 % eram amerindios, o 0,21 % eram asiáticos, o 0,15 % eram de outras raças e o 1,21 % eram de uma mistura de raças. Do total da população o 0,75 % eram hispanos ou latinos de qualquer raça.